# Leucothyreus calcaratus
Leucothyreus calcaratus är en skalbaggsart som beskrevs av Ohaus 1917. Leucothyreus calcaratus ingår i släktet Leucothyreus och familjen Rutelidae. Inga underarter finns listade i Catalogue of Life.